# Il viaggio nello Harz
Il viaggio nello Harz (Die Harzreise) è un racconto di viaggio di Heinrich Heine. Redatto nell'autunno 1824, uscì inizialmente nel 1826 come libro, per poi essere pubblicato con varie modifiche nella rivista Der Gesellschafter ("Il socio", "Il compagno") di Friedrich Wilhelm Gubitz.
Il libro si presenta come un frammento, come Heine stesso lo definì, e fu il primo pubblicato con la casa editrice Hoffmann & Campe di Amburgo, che si occupò da quel momento di tutte le sue opere.

## Contenuto
Heinrich Heine descrive il viaggio che compì da studente da Gottinga a Ilsenburg con un gruppo di amici, attraversando la catena montuosa dello Harz e superandone la cima più alta, il Brocken. Nel corso del viaggio incontra varie persone, conosciute e sconosciute, che in parte vengono meticolosamente descritte, e in parte paragonate ad altre, spesso personaggi storici.
Così, ad esempio, a Gottinga conosce un giovane medico ebreo (come lo stesso Heine) appartenente a un'associazione studentesca di nome Karl Friedrich Heinrich Marx, e riporta la conversazione avuta con lui così come il trattato di Marx su "Gottinga in prospettiva medica, fisica e storica (Goettingen in medicinischer, physischer und historischer Hinsicht).
Tra vari aneddoti, narra in particolare un duello (all'epoca già vietato) tra due dei suoi compagni.
Anche la natura è oggetto delle sue descrizioni di viaggio: nell'opera sono citate tutte le località in cui ha sostato la sua compagnia. Si tratta di piccole città e zone montuose situate nella Bassa Sassonia:
- Gottinga;
- Weende, un borgo poco più a nord di Gottinga;
- Nörten-Hardenberg;
- Osterode;
- Lerbach, una frazione di Osterode;
- Clausthal;
- Zellerfeld, borgo vicino a Clausthal;
- Goslar;
- Il Rammelsberg, sede di famose miniere;
- I fiumi Leine, Ilse, Bode, Selke e molti altri.

Questo percorso, che Heine compì in circa quattro settimane, è oggi praticabile dai turisti, e in varie guide di viaggio è indicato proprio come "Sentiero di Heinrich Heine". 

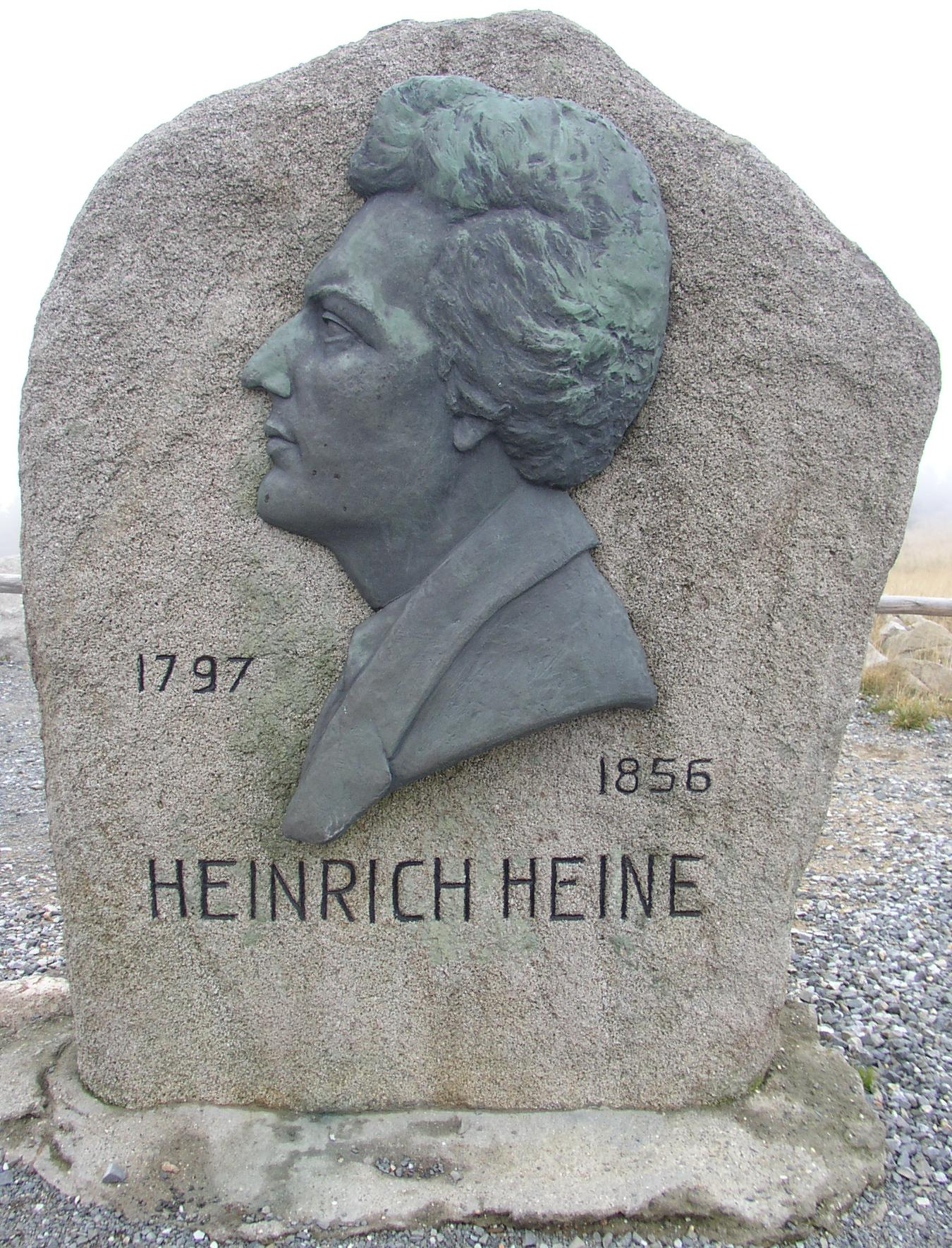
Lapide in ricordo di Heinrich Heine sullo Harz

## Critica
Il testo si presenta molto chiaramente come uno dei primi tentativi di un futuro scrittore: nostalgie romantiche, delusioni, illusioni e ironia caratterizzano uno stile già abbastanza sicuro di sé.

E così questa è l'Ilse, la dolce, amabile Ilse. Si snoda lungo la sua valle benedetta; da entrambi i suoi fianchi si innalzano piano piano le montagne, ricoperte fino ai piedi di bossi, querce, semplici cespugli, non più da pini o altre aghifoglie. Ma sì, è vera la leggenda, l'Ilse è una principessa che corre giù per la montagna, piena di fiori e risate. Come splende sotto il sole il suo candido abito di schiuma! Come fluttuano nel vento i suoi nastri d'argento! Come brillano e scintillano i suoi diamanti!

## Edizioni
- (DE) Die Harzreise, in Reisebilder, vol. 1, Hamburg, bey Hoffmann und Campe, 1826,  pp. 111-260.
- Viaggio sul Harz. Da Reisebilder  (Impressioni di viaggio), Saggio di versione di Vittorio Trettenero, Alessandria, Tipografia Paolo Ragazzone, 1887, SBN CFI0491386.
- Il viaggio nel Harz, in Reisebilder, a cura di Italo Maione, Torino, Unione Tipografico-Editrice Torinese, 1931, SBN LIA0062287.
- Viaggio nello Harz, in Impressioni di viaggio (Reisebilder), traduzione di Vanda Perretta, saggio introduttivo di Ferruccio Masini, Milano, Edizioni per il Club del libro, 1964,  pp. 77-129, SBN SBL0274890.
- (DE, IT) Il viaggio nello Harz, a cura di Maria Carolina Foi, prefazione di Claudio Magris, Venezia, Marsilio, 1994, ISBN 88-317-5947-7.
- in russo: Путешествие по Гарцу di Wilhelm Sorgenfrei
- in inglese: "Pictures of Travel" - Archipelago books, traduzione di Peter Wortsman